# 通海県
通海県（つうかい-けん）は、中華人民共和国雲南省玉渓市に位置する県。

## 歴史
南詔により通海鎮が設置させる。937年（天福2年）に通海郡、1256年に通海千戸所、1276年（至元13年）に通海県に改編される。1956年に河西県と合併し杞麓県が成立、1958年に華寧県と杞麓県が合併し通海県が成立、翌年華寧県が分割され現在に至る。

## 行政区画
下部に2街道、4鎮、3民族郷を管轄する。
- 街道
  - 秀山街道、九竜街道
- 鎮
  - 楊広鎮、河西鎮、四街鎮、納古鎮
- 民族郷
  - 里山イ族郷、高大タイ族イ族郷、興蒙モンゴル族郷

## 交通

### 鉄道
- 中国鉄路総公司
  - 昆玉河線
    - 通海駅

### 道路

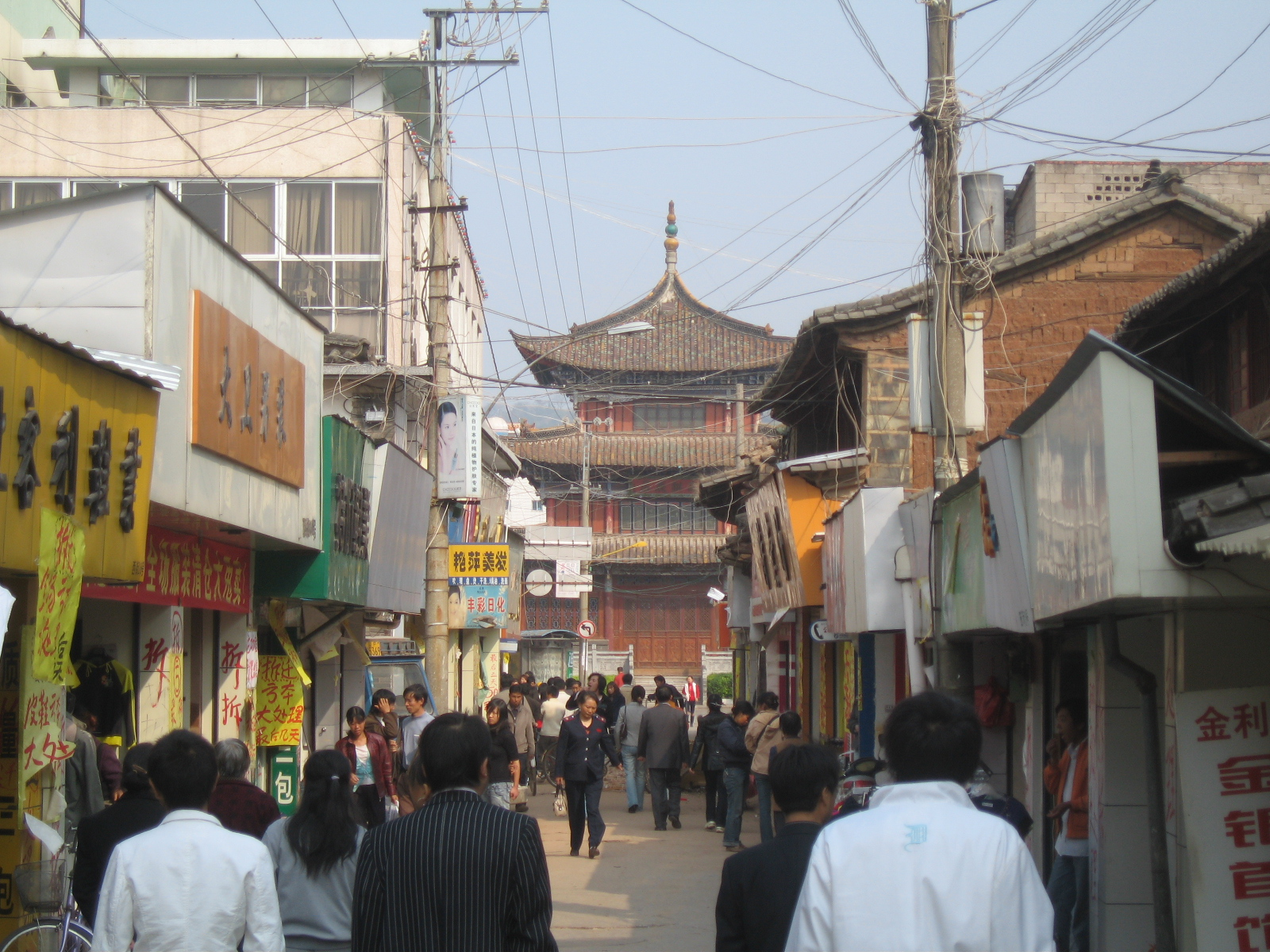
通海県市街。奥にあるのは聚奎閣

- 高速道路
  - S26 通建高速道路